# یاسمین آدار
یاسمین آدار (به انگلیسی: Yasemin Adar؛ متولد ۶ دسامبر ۱۹۹۱) کشتی‌گیر آزادکار تیم ملی ترکیه است.
از افتخارات وی می‌توان به کسب مدال برنز المپیک ۲۰۲۰ توکیو و دو مدال طلا در مسابقات قهرمانی کشتی جهان ۲۰۱۷ و  مسابقات قهرمانی کشتی جهان ۲۰۲۲ و نقره وزن ۷۶ کیلوگرم در مسابقات قهرمانی کشتی جهان ۲۰۱۸ اشاره کرد. وی سابقه حضور در المپیک ۲۰۲۴ پاریس را دارد.

## زندگی شخصی
یاسمین از پدری نانوا به نام نعیم و همسرش آیسگول در شهر بالیکسیر به دنیا آمد.